# 新産業都市
新産業都市（しんさんぎょうとし、略称：新産都）は、かつての日本の開発拠点。1962年に制定された新産業都市建設促進法（昭和37年法律第117号、新産法）に基づいて、「産業の立地条件及び都市施設を整備することにより、その地方の開発発展の中核となるべき」（第1条）として指定された地域である。

## 概要
新産法は、工業整備特別地域とともに、全国総合開発計画（全総）に謳われた「拠点開発方式」を実現するために制定されたものである。各地域では建設基本計画が定められ、地方税の特別措置、地方債の利子補給・補助率のかさ上げなどの措置が講じられていた。
全国44か所の候補地域から、1964年1月に15地域が新産業都市に指定された。
同法は2001年3月30日に廃止され、同時に新産業都市の制度も廃止された。

## 沿革

### 背景
1950年代の日本では戦後復興が軌道に乗り、石炭から石油への燃料革命、都市化の進展、金融部門を軸とする企業グループの形成など、その後の日本経済社会の方向性が形作られた。また、工業が発展し、幾つかの地域に新たな工業集積がみられるようになった。この新たな工業集積地は販売市場・原材料・労働力・社会資本の確保に有利な太平洋臨海部、特に大都市周辺に発生した。これらの地域に農村部から労働者が移り住み、南関東-東海道-近畿-瀬戸内海地方-九州北部のラインに人口・産業が集積する太平洋ベルト地帯が形成された。しかし、太平洋ベルトから離れた地域では産業の発展が遅れ、地域間格差の拡大が問題視されるようになった。1960年に日本政府が定めた国民所得倍増計画をふまえ、1962年に閣議決定された全国総合開発計画も、「過密の是正」と「地域格差の是正」を掲げ、非太平洋ベルトへの投資を促そうとした。
自由経済・資本主義を前提とする日本では、企業に工場立地の選択を強制することはできないが、このままでは太平洋ベルトにますます工業集積が高まることが想定された。そのため、政府は一部の地域に社会資本投資を先行して行うことで、工場を誘導することが計画された。これを効率的に行うためには限定された開発拠点に集中して投資を行うことが望ましいとされた（「開発拠点方式」）。そのために様々な法律・制度が整備されたが、最も注目されたのは、新産法の新産業都市であった。

### 指定
新産法新産法が制定された当初、法律は水島・大分の振興を前提とし、所得倍増のために政策資源を企業活動の旺盛な太平洋ベルトに集中投資する計画だった。しかし、1962年頃には太平洋ベルト以外の地域からの反発によって、それらの地域への配慮という側面が強くなった。そのため新産業都市の条件として京浜工業地帯・阪神工業地帯・中京工業地帯・北九州工業地帯（4大工業地帯）から離れた地域であることが挙げられた。
国の当初予定では、ごく限られた地域にのみ設定する予定だったが、各県からの多数の申請と強い働きかけによって以下の多数の地域が指定された。これらのうち、多数の鉱山・炭坑労働者を抱えて人口が肥大していた道央・常磐・東予・大牟田などは、昭和30年代既に衰退しつつあった国内鉱業に代わる新たな産業基盤をもたらす事も目的の一つであった。また、新産業都市は、政治的に重要な首都圏に重化学コンビナートを集中する事は事故発生時に首都機能に支障をきたすおそれがあるとして、これを避けてコンビナートを地方に分散する狙いもあった。1963年7月12日、13か所指定され、のち追加指定された。
| 都道府県                  | 新産業都市               | 備考                                                        |
| ------------------------- | ------------------------ | ----------------------------------------------------------- |
| 北海道                    | 道央地域                 |                                                             |
| 青森県                    | 八戸地域                 |                                                             |
| 秋田県                    | 秋田湾地域               | 追加指定された                                              |
| 宮城県                    | 仙台湾地域               |                                                             |
| 福島県                    | 磐城・郡山地域           |                                                             |
| 新潟県                    | 新潟地域                 |                                                             |
| 富山県                    | 富山・高岡地域           |                                                             |
| 長野県                    | 松本・諏訪地域           |                                                             |
| 鳥取県・ 島根県           | 中海地域                 | 追加指定された 中海・宍道湖の埋立・淡水化が検討されたが断念 |
| 岡山県                    | 岡山県南地域             | 「新産業都市の優等生」と言われる                            |
| 徳島県                    | 徳島地域                 |                                                             |
| 愛媛県                    | 東予地域                 |                                                             |
| 大分県                    | 大分地域                 | 「新産都の優等生」と言われる                                |
| 宮崎県                    | 日向・延岡地域           |                                                             |
| 熊本県 ・ 福岡県・ 佐賀県 | 不知火・有明・大牟田地域 |                                                             |

### 運用
新産業都市では各県の開発拠点として全国レベルとの格差是正のために、港湾・道路・工場用地などを整備し、大規模で生産性の高い工場を誘致する計画が立てられた。そのため地元の産業とは関係なく、石油化学や鉄鋼など最新鋭の工場建設が想定され、基本的には「上から」「外から」の開発であった。
指定地域内の都市の行財政基盤を強化するため市町村合併も促進され、指定前に大分市（大分市・鶴崎市・大分町・大南町など）、指定後に郡山市（郡山市・田村町・安積町など）、いわき市（平市・勿来市・四倉町など）、倉敷市（倉敷市・児島市・玉島市など）などの広域合併が実現した。
1970年までに国・県などの投資によって整備されるはずだった社会資本は必ずしも順調に進められず、工場誘致も思うようにいかなかった。当時は工場による公害問題が深刻化しており、工場誘致に反対する住民運動や住民生活の充実に力を入れる革新首長が台頭していたためである。そのため、中には工場用地を整備したにもかかわらず、企業進出のめどが立たずに放置された場所もあった。
工業集積が弱く、所得が低い新産業都市では、「一発逆転」を狙い巨大で生産性の高い工場を誘致する動きがみられた。特に八戸地区では、1958年に168億円であった工業出荷額を1980年に7000億円にする計画が立てられ、地区内の9市町村は巨額の事業費を負担することになっていた。
また、新産業都市は急速な人口増加によってそれぞれ30万都市を形成していくとして位置づけられていたが、実際の人口の伸びは全国平均を下回った。結果的に新産業都市構想は4大工業地帯への更なる集積を止められず、地域格差の是正を果たすことはできなかった。
こうした推移から、1969年に制定された新全国総合開発計画では、さらなる大都市への人口集中を前提に各地域がそれぞれの役割を発揮するように整備を進めるという方向に修正された。

## 評価
福武直らは『地域開発の構想と現実』（1965年）において、富山高岡と八戸を事例にしつつ、新産業都市構想が現実性に乏しく、地域の経済社会構造や住民生活に好ましい影響を与えるとは言えないとした。